# Kaple svatého Vincenta (Tordera)
Kaple svatého Vincenta je církevní stavba na území obce Tordera v katalánské provincii Barcelona. Je to románská kaple z 11. až 12. století zahrnutá do soupisu architektonického dědictví Katalánska (IPA-9241). Nachází se na cestě z Tordery do Fogars de la Selva.
Kaple byla napůl zničená z doby občanské války, ale má opět svůj původní vzhled a dne 3. října
1999 proběhlo slavnostní požehnání nového objektu. Je to jednolodní stavba s kruhovou apsidou. Zvonice nad apsidou byla přidána později. Objekt je v soukromém vlastnictví usedlosti Mas Julià.